# Талас хладноће у Србији 2012.
Зима 2011/12. је једна од најхладнијих у скоријој прошлости. Талас хладноће захватио је целу Европу почетком јануара и температуре се нису пеле изнад 0 °C више од једног месеца. У четвртак 9. фебруара 2012. године забележене су најниже температуре у градовима Србије; Нови Сад и Неготин били су најхладнији са -27 °C, Смедеревска Паланка и Пожега -26 °C.
До 9. фебруара 2012. талас хладноће усмртио је 15 људи у Србији и више од 450 широм Европе. Снежне падавине условиле су да се прогласи ванредно стање на нивоу републике, настава у школама је суспендована док се временски услови не побољшају. Електропривреда Србије је у великим проблемима јер се потрошња електричне енергије, и поред апела да се штеди, сваким даном увећава и достиже нове рекордне вредности.
Дунав, Сава, Ибар као и друге реке имају појаву леда који спречава речни саобраћај. Снежни наноси одсекли су многа села у централним и јужним пределима Србије од остатка света. Ватрогасци, полиција, Горска служба спасавања и волонтери се труде да стигну до оних којима је потребна медицинска помоћ. Војска Србије упутила је помоћ у механизацији и људству.

## Галерија
- Снежни наноси у селу Шарани, код Горњег Милановца
- Снегом прекривен пут и околина цркве на Савинцу, код Горњег Милановца
- Дебљина снежног покривача током ледених дана
- Карађорђева улица у Горњем Милановцу након снежних падавина
- Улица кнеза Александра у Горњем Милановцу фебруара 2012.
- Чишћење снега са улице у Горњем Милановцу.